# Ašva (přítok Veivirže)
Ašva je řeka na západě Litvy v okresech Šilalė (Tauragėský kraj) a Šilutė (Klajpedský kraj), v Žemaitsku. Pramení v katastru obce Gvaldai, 6 km na západ od města Kvėdarna. Vlévá se do Veivirže 7 km na západ od města Švėkšna u vsi Šarkiškiai, 20,1 km od jeho ústí do řeky Minija. Je to jeho levý přítok.

## Průběh toku
Pramení v katastru obce Gvaldai, v bývalém mokřadu Pajūralio pelkė. Teče zpočátku směrem jižním, u obce Sauslaukis se stáčí na západ a u obce Inkakliai na severozápad. Meandruje poměrně drobnými, ale častými (hustými) meandry. Průměrný spád je 180 cm/km. Maximální průtok 45 m³/s. Hloubka údolí je 5 - 10 m, šířka koryta je 5 - 8 m, hloubka 0,4 - 1,7 m, rychlost toku 0,4 m/s. Pohledná je krajina kolem soutoku s řekou Strigrė je od roku 1992 vyhlášena Stemplėskou rezervací. Od mostu v obci Inkakliai spadá do Chráněné krajinné rezervace Veiviržo kraštovaizdžio draustinis. Od roku 2004 je rozhodnutím vlády Litevské republiky zahrnuta do seznamu řek s vysokou kulturní a ekologickou hodnotou. V celé řece jsou rozhodnutím vlády celoročně chráněni Pstruh obecný potoční (Salmo trutta fario), Pstruh obecný mořský (Salmo trutta trutta), Vranka obecná (Cottus gobio) a Mihule říční (Lampetra fluviatilis). Kromě toho je na řece od 1. října do 31. prosince zakázán rybolov jakýmkoliv způsobem.
Na řece bylo pět mlýnů: v obcích Sauslaukis, Stemplės, Žąsyčiai, Nautiltė a Stankiškiai. Po II. světové válce všechny mlýny zchátraly a zanikly. V meziválečném období bylo v období povodní řekou plaveno vory dříví.
Řeka Ašva (něm. Aschwa, Aszwa) byla poprvé zachycena na mapě C. Henneberga roku 1576.

## Přítoky
- Levé:

| Hydrologické pořadí | Řeka     | Délka (km) | Povodí (km²) | Vzdálenost od ústí (km) | Ústí kde | Koordináty ústí |
| ------------------- | -------- | ---------- | ------------ | ----------------------- | -------- | --------------- |
| 17010867            | Kesė     | 5,0        | 10,1         | 45,4                    |          |                 |
| 17010871            | Varginys | 4,4        | 4,5          | 40,1                    |          |                 |
| 17010877            | Stigrė   | 16,0       | 24,8         | 36,0                    |          |                 |
| 17010881            | A - 7    | 3,4        | 3,0          | 34,2                    |          |                 |
| 17010887            | Žvelesys | 17,9       | 32,6         | 16,5                    |          |                 |

+ další tři málo významné levé přítoky
- Pravé:

| Hydrologické pořadí | Řeka       | Délka (km) | Povodí (km²) | Vzdálenost od ústí (km) | Ústí kde | Koordináty ústí |
| ------------------- | ---------- | ---------- | ------------ | ----------------------- | -------- | --------------- |
| 17010865            | Burbeklis  | 2,0        | 4,2          | 47,0                    |          |                 |
| 17010866            | Vyknešys   | 3,4        | 3,2          | 46,1                    |          |                 |
| 17010869            | Remaulė    | 2,9        | 6,0          | 43,4                    |          |                 |
| 17010872            | Šaka       | 3,7        | 12,7         | 39,1                    |          |                 |
| 17010885            | Gurnupelis | 4,9        | 6,7          | 21,6                    |          |                 |
|                     | Juodupis   |            |              |                         |          |                 |
| 17010895            | Švėkšnalė  | 12,7       | 33,9         | 15,6                    |          |                 |
| 17010904            | Vilnutis   | 4,6        | 5,9          | 12,5                    |          |                 |
| 17010908            | Greižina   |            |              | 4,3                     |          |                 |
| 17010909            | Vatina     | 5,2        | 7,2          | 0,6                     |          |                 |

+ další čtyři málo významné pravé přítoky